# Styringomyia schoutedeni
Styringomyia schoutedeni is een tweevleugelige uit de familie steltmuggen (Limoniidae). De soort komt voor in het Afrotropisch gebied.